# Usman ibn Affan

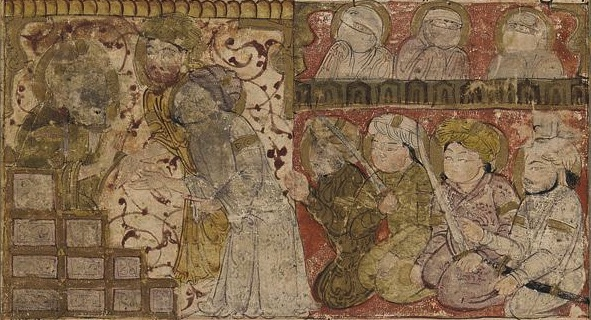
Usman ibn Affan utses till kalif.

Usman ibn 'Affan (även Uthman), född i 576 i Mecka, död 17 juni 656 i Medina var det islamiska väldets tredje kalif. Usman, som tillhörde klanen Umayya, var en av profeten Muhammeds äldsta anhängare och efterträdde Umar ibn al-Khattab som kalif efter att denne mördats år 644. Han valdes av en rådgivande församling på sex personer, vilka utsetts för uppdraget av företrädaren Umar.

## Utvidgning av islamiska väldet
Med Usman kom i praktiken hans klan umayyaderna till makten. Han gjorde sin kusin Merwan till chef för ärendena i Medina, och alla viktiga ståthållareämbeten överlämnade han åt sina anförvanter. Genom denna nya dynasti såg Muhammeds gamla följeslagare sin ställning hotad. Sedan de förgäves försökt att dra kalifen undan hans släkts inflytande vände de sig därför mot honom. I Medina hade Usman snart bara ett fåtal vänner kvar, i synnerhet som profetens änka Aisha var en av hans motståndare. Men även i provinserna spreds missnöjet med Usman bland araberna.
Under Usmans regering utsträcktes kalifatets erövringar i Persien och utmed Afrikas norra kust. Hans regeringstid upptogs för övrigt uteslutande med kuvandet av flera uppror, vilka inom nästan alla delar av riket framkallats av hans impopulära förordningar. Missnöjet växte mot honom, särskilt bland befolkningen i Kufa och Basra, två under Umar anlagda militärstäder.

## Nuvarande Korantext fastställdes
Under sitt kalifat lät Usman sammanställa den slutliga, än idag giltiga, versionen av Koranen. Under ett fälttåg i Armenien år 653, i vilket syriska och irakiska trupper deltog, hade det visat det sig att deras avskrifter av Koranen här och där inte överensstämde med varandra. Då spänningen mellan dessa båda provinsers invånare redan sedan tidigare var ganska stark så blev även denna textstrid våldsam. För att hindra att fler sådana situationer skulle uppstå fick Zayd ibn Thabit, som varit Muhammeds skrivare, i uppdrag av kalifen att tillsammans med tre ansedda quraysher ännu en gång revidera Koranen.
Kommitténs verk fick senare överallt motståndslöst kanoniskt anseende. Likväl gav även detta de missnöjde i Kufa en ny välkommen anledning att agitera mot Usman. Bland dem fanns Abdullah ibn Mas'ud, en av profetens äldsta anhängare, som själv ansåg sig vara den bäste korankännaren. Abdullah kom med beskyllningen att den reviderade upplagan var förfalskad och ofullständig eftersom man hade undanhållit en del uppenbarelser i vilka Umayyaderna nämndes bland Muhammeds fiender och fördömdes.

## Usmans död
Med tiden blev missnöjet allt mera allmänt. År 656 bröt 500 araber upp från Egypten och begav sig till Medina för att påbörja kampen mot kalifen. I april uppenbarade de sig framför staden. Medinas egna invånare gick till största delen över på upprorsmännens sida. Trots att Usman då härskade över ett av världens mäktigaste riken hade han i sitt residens inte de ringaste maktmedel till sitt förfogande och tvingades därför inlåta sig i underhandlingar med upprorsmännen. Han lovade dem att tillmötesgå deras klagomål och förmådde dem på så sätt till avtåg.
Umayyaderna förmådde dock kalifen att i nästa fredagspredikan påstå att egypterna hade avtågat eftersom de insett att de hade fel. Befolkningen i Medina blev så uppretad av detta att man skymfade kalifen och kastade sten på honom. Vanmäktig bars han ut ur moskén, som han aldrig mer skulle tillåtas att beträda. Framför hans hus samlades en folkmassa som inte vek från stället. Nu kom också egypterna tillbaka. De påstod sig ha fångat upp ett brev från Usman till hans ståthållare i Egypten, Abdallah ibn Sa'd, i vilket ståthållaren befalldes att låta avrätta upprorets anstiftare när de kom tillbaka. Kalifen förnekade visserligen all vetskap om brevet, men man begärde nu att han skulle avsäga sig ämbetet då något sådant hade kunnat ske bakom hans rygg. Denna krav tillbakavisade han dock.
Då belägrade man hans hus, som endast försvarades av några av hans släktingar samt ett fåtal slavar och klienter. Medinas befolkning gjorde inte det minsta försök att avhålla egypterna från detta. Ali ibn Abi Talib sade till Talha ibn Ubaydullah att han skulle skicka iväg folket ifrån Usman, men Talha vägrade göra det förrän umayyaderna frivilligt underkastade sig vad som var rätt. Talha förbjöd även att man skulle ge vatten till Usman, men eftersom Ali blev väldigt upprörd över det tilläts det slutligen att man gav Usman vatten. Det är sagt att Ali försökte rädda Usman och att han skickade sina två söner Hasan och Husayn för att vakta porten till Usmans hus, eftersom Ali inte var i Medina när Usman omringades och mördades. Usman hade själv bett Ali att åka till hans hus i Yanbu så att folk inte skulle föreslå hans namn för kalifatet.
Den öppna striden framkallades av en av Usmans försvarare, som råkade döda en av egypterna med en sten. När kalifen vägrade att utlämna den skyldige stormade upprorsmännen hans hus. Sedan de lyckats tränga in i huset från en närbelägen tomt slog de ihjäl kalifen, som in i det sista och utan att delta i striden lugnt hade läst sina böner.
När Usman dog blev Ali ibn Abi Talib den fjärde kalifen. Ali var kusin till Muhammed och även dennes svärson.